# Dinarthrum siribhum
Dinarthrum siribhum är en nattsländeart som beskrevs av Malicky och Chantaramongkol 1994. Dinarthrum siribhum ingår i släktet Dinarthrum och familjen kantrörsnattsländor. Inga underarter finns listade i Catalogue of Life.